# Glaucocharis clandestina
Glaucocharis clandestina là một loài bướm đêm trong họ Crambidae.